# Tomasz Kozłowski (dyplomata)
Tomasz Edward Kozłowski (ur. 1958) – polski urzędnik służby cywilnej, dyplomata; ambasador RP w Pakistanie (2001–2003) oraz Unii Europejskiej w Republice Korei (2011–2015) i Indiach (2015–2019).

## Życiorys
Studiował na Wydziale Handlu Zagranicznego w Szkole Głównej Planowania i Statystyki. Jest absolwentem Wydziału Wschodu Moskiewskiego Państwowego Instytutu Stosunków Międzynarodowych, gdzie uzyskał tytuł magistra stosunków międzynarodowych, specjalizując się w sprawach azjatyckich. Odbył również kilkumiesięczny kurs dyplomatyczny na Uniwersytecie Stanforda w Kalifornii.
W 1984 rozpoczął pracę w Ministerstwie Spraw Zagranicznych na stanowisku aplikanta. Przez całą karierę w MSZ zajmował się Azją Południowo-Wschodnią i Azją Południową. Pracował jako III i II sekretarz w ambasadzie RP w Dżakarcie. Kierował również placówką w Kuala Lumpur jako chargé d'affaires. Dwukrotnie był oddelegowany do pracy w misjach pokojowych i obserwacyjnych ONZ w Kambodży (1993) i Republice Południowej Afryki (1994). Od 2001 do 2003 był ambasadorem RP w Pakistanie, akredytowanym jednocześnie na Afganistan. Po powrocie z placówki został dyrektorem departamentu ds. Azji.
W 2004 rozpoczął pracę w strukturach unijnych, pracując m.in. w biurze Wysokiego przedstawiciela Unii do spraw zagranicznych i polityki bezpieczeństwa Javiera Solany. Od 2011 do 2015 był ambasadorem UE w Republice Korei. Od 2015 do 2019 był ambasadorem UE w Indiach, akredytowanym także w Bhutanie. Następnie rozpoczął pracę na stanowisku kierowniczym w Sekretariacie Generalnym Europejskiej Służby Działań Zewnętrznych.
W 2010 został odznaczony Krzyżem Kawalerskim Orderu Odrodzenia Polski w uznaniu wybitnych zasług w służbie zagranicznej, za osiągnięcia w podejmowanej z pożytkiem dla kraju pracy zawodowej i działalności dyplomatycznej.
Zna języki: angielski, rosyjski i indonezyjski. Jest żonaty, ma troje dzieci.